# 小行星11824
小行星11824（11824 Alpaidze）是一颗绕太阳运转的小行星，为主小行星带小行星。该小行星于1982年9月19日发现。

## 轨道参数
小行星11824的轨道半长轴为394 833 490 km，2.6392613 UA，离心率为0.304。